# An toàn sinh học
An toàn sinh học có nhiều ý nghĩa và được định nghĩa khác nhau theo các chuyên ngành khác nhau. Định nghĩa ban đầu về an toàn sinh học bắt đầu như một bộ các biện pháp phòng ngừa được thiết kế để giảm nguy cơ truyền bệnh truyền nhiễm ở cây trồng và vật nuôi, dịch hại đã kiểm dịch, các loài ngoại lai xâm lấn và các sinh vật biến đổi gen (Koblentz, 2010). Bản chất mới nổi của các mối đe dọa an toàn sinh học có nghĩa là các rủi ro quy mô nhỏ sẽ bùng phát nhanh chóng, do đó một chính sách hiệu quả trở thành thách thức đối với các hạn chế về thời gian và nguồn lực để phân tích các mối đe dọa và ước tính khả năng xảy ra của chúng.
Thuật ngữ này lần đầu tiên được sử dụng bởi các cộng đồng nông nghiệp và môi trường. Bắt đầu từ cuối những năm 1990 để đối phó với mối đe dọa khủng bố sinh học, an toàn sinh học bao gồm việc ngăn chặn sự cố ý loại bỏ (trộm cắp) các vật liệu sinh học từ các phòng thí nghiệm nghiên cứu. Các biện pháp phòng ngừa này là sự kết hợp của các hệ thống và thực tiễn được áp dụng tại các phòng thí nghiệm sinh học để ngăn chặn việc sử dụng các mầm bệnh và độc tố nguy hiểm cho mục đích độc hại, cũng như các đại lý hải quan và các nhà quản lý tài nguyên thiên nhiên và nông nghiệp để ngăn chặn sự lây lan của các tác nhân sinh học này.
Những tiến bộ trong công nghệ có nghĩa là nhiều dự án nghiên cứu dân sự trong y học có tiềm năng được sử dụng trong các ứng dụng quân sự (nghiên cứu sử dụng kép) và các giao thức an toàn sinh học được sử dụng để ngăn chặn các vật liệu sinh học nguy hiểm rơi vào tay các bên ác ý. Viện Hàn lâm Khoa học Quốc gia định nghĩa an toàn sinh học là "bảo mật chống lại việc sử dụng vô ý, không phù hợp hoặc cố ý sử dụng các tác nhân sinh học hoặc công nghệ sinh học nguy hiểm tiềm tàng, bao gồm phát triển, sản xuất, tàng trữ hoặc sử dụng vũ khí sinh học cũng như bùng phát và bệnh dịch". An toàn sinh học đòi hỏi sự hợp tác của các nhà khoa học, kỹ thuật viên, nhà hoạch định chính sách, kỹ sư bảo mật và các quan chức thực thi pháp luật.

## Vấn đề an ninh quốc tế
Các thí nghiệm gây tranh cãi trong sinh học tổng hợp, bao gồm tổng hợp virus bại liệt từ trình tự gen và sửa đổi H5N1 để lan truyền trong không khí ở động vật có vú, đã dẫn đến lời kêu gọi kiểm soát chặt chẽ hơn các vật liệu và thông tin được sử dụng để thực hiện các chiến công tương tự. Các ý tưởng bao gồm sự thực thi tốt hơn của chính phủ quốc gia và các tổ chức tư nhân liên quan đến việc vận chuyển và tải xuống các tài liệu đó, và các yêu cầu kiểm tra lý lịch hoặc đăng ký cho bất kỳ ai xử lý các tài liệu đó.
Ban đầu, vấn đề an ninh y tế hoặc an toàn sinh học chưa được coi là vấn đề an ninh quốc tế, đặc biệt là theo quan điểm truyền thống về quan hệ quốc tế. Tuy nhiên, một số thay đổi trong xu hướng đã góp phần đưa an toàn sinh học (an ninh y tế) vào các cuộc thảo luận về an ninh (Koblentz, 2010).
Theo thời gian, có một phong trào hướng tới việc an toàn hóa. Các vấn đề an ninh phi truyền thống như biến đổi khí hậu, tội phạm có tổ chức, khủng bố và bom mìn đã được đưa vào định nghĩa về an ninh quốc tế (Koblentz, 2010). Có một nhận thức chung rằng các tác nhân trong hệ thống quốc tế không chỉ liên quan đến các quốc gia mà còn bao gồm các tổ chức, tổ chức và cá nhân quốc tế (Koblentz, 2010). Do đó, đảm bảo an ninh cho các chủ thể khác nhau trong mỗi quốc gia trở thành một chương trình nghị sự quan trọng. An toàn sinh học là một trong những vấn đề cần được chứng khoán hóa theo xu hướng này. Trên thực tế, vào ngày 10 tháng 1 năm 2000, Hội đồng Bảo an Liên Hợp Quốc đã triệu tập để thảo luận về HIV / AIDS là vấn đề an ninh ở Châu Phi và chỉ định đây là mối đe dọa trong tháng tiếp theo. Các Mục tiêu Phát triển Thiên niên kỷ của UNDP cũng công nhận các vấn đề sức khỏe là vấn đề an ninh quốc tế (Koblentz, 2010). Một số trường hợp dịch bệnh xảy ra như SARS làm tăng nhận thức về an ninh y tế (an toàn sinh học). Gần đây, một số yếu tố đã khiến vấn đề an toàn sinh học trở nên nghiêm trọng hơn. Công nghệ sinh học tiếp tục phát triển làm tăng khả năng sử dụng độc hại, tiến triển của các bệnh truyền nhiễm và lực lượng toàn cầu hóa khiến thế giới ngày càng phụ thuộc và dễ bị lây lan dịch bệnh (Koblentz, 2010).
Một số điều không chắc chắn về việc thực thi chính sách cho an toàn sinh học vẫn còn cho tương lai. Để lên kế hoạch cẩn thận cho các chính sách phòng ngừa, các nhà hoạch định chính sách cần có khả năng dự đoán phần nào xác suất và đánh giá rủi ro; tuy nhiên, vì bản chất không chắc chắn của vấn đề an toàn sinh học, phần lớn rất khó dự đoán và cũng liên quan đến một quá trình phức tạp vì nó đòi hỏi một cách tiếp cận đa ngành (Koblentz, 2010). Các lựa chọn chính sách mà họ đưa ra để giải quyết mối đe dọa ngay lập tức có thể gây ra mối đe dọa khác trong tương lai, đối mặt với sự đánh đổi ngoài ý muốn. Các nhà hoạch định chính sách cũng liên tục tìm kiếm một cách hiệu quả hơn để phối hợp các chủ thể quốc tế - tổ chức chính phủ và tổ chức phi chính phủ - và các chủ thể từ các quốc gia khác nhau để họ có thể giải quyết vấn đề chồng chéo tài nguyên (Koblentz, 2010).